# 吉備湯浅パーキングエリア
吉備湯浅パーキングエリア（きびゆあさパーキングエリア）は、和歌山県有田郡有田川町の湯浅御坊道路上にあるパーキングエリア（PA）。
施設は第三セクターの「有田観光物産センター」によって「紀州路ありだ」として運営され、有田地域の情報発信拠点にもなっている。

## 道路
- E42 湯浅御坊道路

## 歴史
1994年7月に開通した湯浅御坊道路の吉備IC - 広川IC間に設けられ、開通式は吉備湯浅PAで行われた。開通時点でトイレ等の工事は完了しておらず、完成までは仮設トイレが設置されていた。
当初はトイレのみが設置されていたが、1997年10月より道路サービス施設の占用が第三セクターにも認められるようになったことを受けて、県内物産品等販売施設が新設された。運営主体として和歌山県、有田市、有田郡5ヶ町、農業協同組合、地元商工団体などの出資により「有田観光物産センター株式会社」が設立され、1999年4月から開催される南紀熊野体験博に合わせて準備が進められた。施設の愛称は公募の上で「紀州路ありだ」と付けられた。まず上り線に鉄骨造平屋建て185平方メートルの建物を建設し、物産品販売コーナーと軽食コーナー、交通・観光のインフォメーションコーナーなどを設け、1999年4月に開業した。
下り線でも「紀州路ありだ」が2002年11月に開業した。下り線の施設には24時間営業のコンビニエンスストアが入居し、その中に物産品販売コーナーを設けた。関西において初めて高速道路施設にコンビニが出店した事例である。コンビニのほかには軽食コーナーが設けられた。建物は鉄骨造り平屋建て約250平方メートルで、うち145平方メートルをコンビニが使用する。下り線の「紀州路ありだ」の総事業費は7400万円。
阪和自動車道がみなべICまで延伸して交通量が増加したことも相まって2004年度の売り上げは約2億2千万円となった。上り線の物産品販売コーナーでの取扱品目を増やしたいとの要望があり、上り線施設を2005年10月に増改築した。

### 年表
- 1994年（平成6年）
  - 7月11日 - 湯浅御坊道路吉備IC - 広川IC間開通[3]。開通式開催[4]。
  - 12月21日 - 供用開始[11]。
- 1997年（平成9年）12月18日 - 第三セクター「有田観光物産センター」設立[6]。
- 1999年（平成11年）4月1日 - 上り線に県内物産品等販売施設「紀州路ありだ」が開業[1][8]。
- 2002年（平成14年）11月1日 - 下り線に「紀州路ありだ」が開業[9][10]。
- 2005年（平成17年）10月11日 - 上り線の「紀州路ありだ」が増改築された上で新装開店[2]。
- 2013年（平成25年）3月5日 - トイレの改修工事完了[12]。
- 2021年（令和3年）12月18日 - 湯浅御坊道路4車線化完成[13]。上り線にて記念イベントを開催[14][15]。

## 施設

### 上り線（大阪方面）
- 駐車場
  - 大型6台
  - 小型41台
  - 大型小型兼用3台/6台
  - 二輪4台
  - トレーラー2台
- トイレ[12]
  - 男性 : 大4（洋式3、和式1）・小5
  - 女性 : 9（洋式8、和式1）
    - 幼児用小便器有

  - 多機能 : 1
- 県内物産品等販売施設「紀州路ありだ」（8時00分-20時00分） - ログハウス風の外壁[1]。有田観光物産センター株式会社が、管理・運営する。
  - ショッピングコーナー
  - スナックコーナー
- 自動販売機

### 下り線（白浜方面）
- 駐車場
  - 大型9台
  - 小型20台
  - 二輪4台
  - トレーラー2台
  - 身体障害者用3台
- トイレ[12]
  - 男性 : 大4（洋式3、和式1）・小5
  - 女性 : 9（洋式8、和式1）
    - 幼児用小便器有

  - 多機能 : 1
- 「紀州路ありだ」 - 有田観光物産センター株式会社が、管理・運営する。
  - スナックコーナー（6時30分 - 18時30分）
  - ファミリーマート（24時間）
    - イーネット（三菱UFJ銀行管理）[16]

## 隣
E42 湯浅御坊道路
(26)有田南IC - (PA)吉備湯浅PA - (27)湯浅IC